# Bjørn Hansen (fodbolddommer)
 Der er flere personer med dette navn, se Bjørn Hansen. (Se også artikler, som begynder med Bjørn Hansen)
Bjørn Hansen (født 5. oktober 1966) er en norsk fodbolddommer som dømmer for Kolbotn Idrettslag. Hansen begyndte at dømme i 1982 og han har bl.a været dommer i Adeccoligaen siden 1994. Han har også dømt i Tippeligaen.